# محمداسماعیل دولابی
محمداسماعیل دولابی (زادهٔ ۱۲۸۲ در تهران - درگذشتهٔ ۹ بهمن ۱۳۸۱ در تهران) معروف به حاج اسماعیل آقا دولابی عارف اهل ایران بود.
او در جلساتی که سال‌ها در تهران داشت، مفاهیم عرفانی را به روش تخاطب دو سویه (با مخاطب) بازگو می‌کرد. وی در سال ۱۳۸۱ در آرامگاه فاطمه معصومه در قم به خاک سپرده شد.

## زندگی‌نامه
محمداسماعیل دولابی در روستای دولاب که امروزه از محله‌های جنوب شرق تهران است به دنیا آمد. در جوانی به شغل کشاورزی اشتغال داشت و در عین حال به صورت آزاد به دانش‌آموزی در جلسات علمای دینی معاصر مانند سید محمد شریف شیرازی، محمدعلی شاه‌آبادی، محمدتقی بافقی و محمدجواد انصاری همدانی می‌پرداخت.

## دیدگاه‌ها و آثار
دیدگاه‌ها و سلوک عرفانی وی گذشته از همه مفاهیم عرفان اسلامی دیدگاه‌هایی نو دارد. روش‌ها و آداب توصیه شده توسط وی ساده‌است: «او هیچ مشقی را برای رسیدن به هیچ چیز تجویز نمی‌کند. رهیافت او تماشا در فضای آرامش است.»
از جلسات دروس عرفانی و اخلاقی وی دو عنوان کتاب به نام‌های مصباح‌الهدی و طوبای محبت (در ۶ جلد) به چاپ رسیده است.
مهدی طیب، از شاگردان مهم وی در جمع‌آوری کتاب مصباح‌الهدی نقش اصلی را داشته است.

## درگذشت
وی در ۹ بهمن ۱۳۸۱ در سن ۹۹ سالگی در تهران درگذشت و در حرم فاطمه معصومه دفن شد.